# Моккачино
Моккачино (итал. mocaccino, caffè mocha, также известен как «мо́кко» или «мо́кка») — кофейный напиток, созданный в Америке. Моккачино является разновидностью капучино с добавлением белого, черного или молочного шоколада. 
Название «моккачино» используется в Европе. В Северной Америке этот напиток известен как «мокко» («мокка»). А само название Мокка берёт своё начало ещё в 18 веке в порту Йемена на Красном море, откуда доставлялись кофе и кожа.

## История
Данный рецепт шоколадного кофе был создан в Америке как альтернативный вариант крепкому кофе и сладкому какао. Мокачино сохранил аромат и терпкость натурального кофе, что гармонично сочетается с мягким молочным вкусом и шоколадом. Эспрессо для кофейного напитка варят строго из зерен арабики сорта Мокко.
На своей родине моккачино был известен как "Дамский кофе" из-за бешеной популярности как среди молодых девушек, так и среди пожилых леди. Спустя время напиток стал популярен в Европе, где и обрел свое название "Моккачино". Бариста отличают два вида моккачино: американский мокко и европейский моккачино. В основе традиционного моккачино - эспрессо. В состав входит оригинальный шоколадный сироп, и никаких заменителей. 
Часто моккачино путают с капучино из-за схожести произношения. Тем не менее, разницу довольно легко можно заметить как визуально, так и на вкус. Оба вида кофе готовятся на основе эспрессо, но в капучино добавляется только молоко, причем концентрация молока значительно меньше, чем в латте. Визуально отличить моккачино от капучино или латте чуть сложнее, чем на вкус из-за схожести сервировки. Однако в латте и капучино иногда добавляют разноцветные сиропы, плюс ко всему, в стеклянном бокале видно явное расслоение на молоко, кофе и пену. 

## Приготовление и сервировка
Своей популярностью мокачино обязан не только нежному вкусу, но и большому количеству различных рецептов и вариаций приготовления. 
В основе моккачино - эспрессо. Его можно приготовить с помощью кофемашины или кофеварки. 
Для приготовления шоколадного соуса существует два способа: 
1. Для первого варианта приготовления шоколадного соуса необходимо взять 95 мл молока, 45 г шоколада, 45 мл сливок и 2 г корицы. Вскипятите молоко, добавьте корицу и оставьте остывать. Растопите шоколад на водяной бане и перемешайте его со сливками. Затем добавьте молоко с корицей и перемешайте.
2. Для второго способа приготовления шоколадного соуса понадобится 45 г какао, 45 г сахара, 6 г крахмала, стакан сливок и 15 мл воды. Перемешайте с водой все сухие компоненты, Сливки подогрейте до 40-45 градусов и добавьте их в полученную смесь. Поварите на медленном огне, не давая массе закипеть. Через 5 минут уберите с огня и дайте массе настояться 35-40 минут.

Для сервировки и подачи напитка необходимо взять высокий прозрачный бокал, влить в него шоколадный соус, затем добавить подогретое до 45 градусов молоко. Аккуратно, чтобы слои не перемешались, необходимо по ложке добавлять эспрессо. Моккачино по оригинальному рецепту готов.

## Галерея
- Моккачино со слоем эспрессо.
- Моккачино с шоколадным сиропом.
- Моккачино с шоколадным сиропом